# آندریا آرپاچی-دوسو
آندریا کارول آرپاچی دوسو (به انگلیسی: Andrea Arpaci-Dusseau) (همچنین با نام آندریا دوسو شناخته می‌شود) یک دانشمند رایانه آمریکایی است که به سیستم عامل‌ها، سیستم‌های فایل ، ذخیره‌سازی داده‌ها، محاسبات توزیع شده و آموزش علوم رایانه علاقه‌مند است. او استاد علوم رایانه در دانشگاه ویسکانسین-مدیسون است.

## تحصیلات
آرپاچی دوسو در رشته مهندسی رایانه در دانشگاه کارنگی ملون در ۱۹۹۱ فارغ‌التحصیل شد. در علوم رایانه در دانشگاه کالیفرنیا، برکلی در سال ۱۹۹۸ پایان نامه خود، هم زمان بندی ضمنی: زمان بندی هماهنگ با اطلاعات ضمنی در سیستم های توزیع شده، را تحت نظارت دیوید کولر ارائه داد. 
پس از تحقیقات فوق دکتری در دانشگاه استنفورد گرفت، و در سال ۲۰۰۰ به عنوان استادیار به دانشکده دانشگاه ویسکانسین-مدیسون پیوست و در سال ۲۰۰۹ به عنوان استاد تمام در آنجا مشغول به کار شد.

## زندگی شخصی
آرپاچی-دوسو با رمزی آرپاچی-دوسو، استاد دانشگاه ویسکانسین-مدیسون و متخصص ذخیره‌سازی داده‌ها ازدواج کرده است.

## کتاب‌ها
آندریا کارول آرپاچی دوسو با رمزی آرپاچی-دوسو یکی از نویسندگان کتاب رایگان ۲۰۱۸ سیستم عامل‌ها: سه قطعه آسان بودند. 